# Liste der denkmalgeschützten Objekte in Kuchl
Die Liste der denkmalgeschützten Objekte in Kuchl enthält die 11 denkmalgeschützten, unbeweglichen Objekte der Gemeinde Kuchl.

## Denkmäler
| Foto |                 | Denkmal | Standort                                    | Beschreibung | Metadaten |
| ---- | --------------- | --- | ------------------------------------------- | --- | --- |
| ja   | Datei hochladen | Kath. Filialkirche hl. Georg HERIS-ID: 8960 Objekt-ID: 4925                                                         | bei Georgenberg 70 Standort KG: Georgenberg | Einschiffiger spätgotischer Bau mit Westturm. Zwei Vorgängerbauten, frühchristliche Kirche des hier vermuteten spätantiken Castells Cucullis und ottonischer Bau 10./11. Jahrhundert (Grabung 1966). Urkundlich erwähnt 1243. Turm 1682 neu erbaut. | BDA-Hist.: Q17123143 Status: § 2a Stand der BDA-Liste: 2025-06-30 Name: Kath. Filialkirche hl. Georg GstNr.: 1/1 Filialkirche St. Georg am Georgenberg |
| ja   | Datei hochladen | Urgeschichtliche und spätantike befestigte Höhensiedlung am Georgenberg HERIS-ID: 113380 Objekt-ID: 131710seit 2021 | Standort KG: Georgenberg                    | Anmerkung: großflächiges Areal, Koordinaten an einer Grundstücksgrenze | BDA-Hist.: Q105672660 Status: Bescheid Stand der BDA-Liste: 2025-06-30 Name: Urgeschichtliche und spätantike befestigte Höhensiedlung am Georgenberg GstNr.: 1/1, 1/2, 1/3, 5/1, 138/2, 7, 198, 199, 200, 12, 13, 14, 116, 117, 2/1, 2/2, 2/3, 2/4, 8/1, 8/2, 4, 10, 11/1, 11/2, 9/2, 9/1 |
| ja   | Datei hochladen | Ölbergkapelle (Doser-Kapelle) HERIS-ID: 8970 Objekt-ID: 4935                                                        | bei Unterlangenberg 42 Standort KG: Jadorf  | Die offene barocke Ölbergkapelle Unterlangenberg mit einer Ölberggruppe beeindruckt mit einem abgestuften Dach. | BDA-Hist.: Q296842 Status: Bescheid Stand der BDA-Liste: 2025-06-30 Name: Ölbergkapelle (Doser-Kapelle) GstNr.: .60 |
| ja   | Datei hochladen | Teufels-, Römerbrücke HERIS-ID: 9071 Objekt-ID: 5037                                                                | Standort KG: Jadorf                         | Die Teufelsbrücke über den Bach Taugl wurde 1613 mit Nadelfluh-Quadern als Rundbogenbrücke erbaut. Sie verbindet die Gemeinden Kuchl und Bad Vigaun. Die Brücke ist in Verwendung, sie wurde 2008 baulich stabilisiert. Anmerkung: Gemeindegrenze; der Dehio Salzburg 1986 nennt die Teufelsbrücke als Kunstdenkmal in Bad Vigaun, das aktuelle Denkmalverzeichnis aber nur in Kuchl. | BDA-Hist.: Q38026659 Status: § 2a Stand der BDA-Liste: 2025-06-30 Name: Teufels-, Römerbrücke GstNr.: 888/5 |
| ja   | Datei hochladen | Getreidekasten HERIS-ID: 11658 Objekt-ID: 7766                                                                      | bei Kellau 32 Standort KG: Kellau           | Zweigeschoßiger Blockbaukasten, bez. 1666 | BDA-Hist.: Q38108531 Status: Bescheid Stand der BDA-Liste: 2025-06-30 Name: Getreidekasten GstNr.: 259 |
| ja   | Datei hochladen | Totenkapelle HERIS-ID: 8959 Objekt-ID: 4924                                                                         | Kuchl Standort KG: Kuchl                    | Im Süden des Friedhofes, erbaut 1790. Einfacher rechteckiger Bau mit abgewalmtem Satteldach und Giebelreiter mit barocken zweigeteiltem Helm. Im Norden und Süden je ein vierpassförmiges Fenster, zweijochig, kreuzgratgewölbt, mit barocken Stuckspiegeln. Altar mit Kruzifix und neugotischen Figuren hll. Rupert und Virgil. | BDA-Hist.: Q38024627 Status: § 2a Stand der BDA-Liste: 2025-06-30 Name: Totenkapelle GstNr.: .1 Totenkapelle Kuchl |
| ja   | Datei hochladen | Pfarrhof HERIS-ID: 8961 Objekt-ID: 4926                                                                             | Markt 1 Standort KG: Kuchl                  | Ehemals Turm der Panicher. Im Kern um 1565, mehrfach umgebaut, dreigeschoßig mit Walmdach; breites spätgotisches Segmentbogenportal. Wandmalerei Maria mit Kind, Christus mit Wundmalen bez. Karl Weiser 1980. Im Erdgeschoß Flur mit Stichkappentonne. Portraitserie einiger Pfarrer von Kuchl, 17. und 18. Jahrhundert. | BDA-Hist.: Q16801775 Status: § 2a Stand der BDA-Liste: 2025-06-30 Name: Pfarrhof GstNr.: .3 Pfarrhof Kuchl |
| ja   | Datei hochladen | Kath. Pfarrkirche hl. Maria und Pankraz HERIS-ID: 8957 Objekt-ID: 4922                                              | Markt 1 Standort KG: Kuchl                  | Die spätgotische Pfarrkirche im Südwesten des Ortes ist vom Friedhof umgeben. Das Langhaus der dreischiffigen Anlage geht in den gleich breiten Chor über. Die spätgotische Westempore erstreckt sich über das erste Joch aller drei Schiffe. Die ebenfalls spätgotische Krypta wurde Mitte des 19. Jahrhunderts freigelegt. Der untere Teil des Westturms stammt noch vom Anfang des 13. Jahrhunderts, der obere Teil ist barock. Im Innenraum ist die Kanzel mit 1520 bezeichnet; die Figuren des Hochaltars entstanden in der 1. Hälfte des 18. Jahrhunderts. | BDA-Hist.: Q22338179 Status: § 2a Stand der BDA-Liste: 2025-06-30 Name: Kath. Pfarrkirche hl. Maria und Pankraz GstNr.: .1 Pfarrkirche Kuchl |
| ja   | Datei hochladen | Mesnerhaus HERIS-ID: 8962 Objekt-ID: 4927                                                                           | Markt 3 Standort KG: Kuchl                  | Mesnerhaus, zweigeschoßig mit Krüppelwalmdach, spätgotisch, Rundbogenportal und Fenstergewände abgefast. | BDA-Hist.: Q38024648 Status: § 2a Stand der BDA-Liste: 2025-06-30 Name: Mesnerhaus GstNr.: .22 |
| ja   | Datei hochladen | Kruzifix HERIS-ID: 8966 Objekt-ID: 4931                                                                             | bei Markt 38 Standort KG: Kuchl             | Barock, 18. Jahrhundert, ursprünglich errichtet 1547 nach dem Marktbrand, 2001 erneuert (bisheriger Christus ist im Museum Kuchl) | BDA-Hist.: Q38024771 Status: § 2a Stand der BDA-Liste: 2025-06-30 Name: Kruzifix GstNr.: 333/1 |
| ja   | Datei hochladen | Ölbergkapelle HERIS-ID: 8958 Objekt-ID: 4923                                                                        | Standort KG: Kuchl                          | Erbaut 1861. Neugotischer rechteckiger Bau mit Satteldach. Innenraum zweijochiges Kreuzgewölbe auf Konsole. Ausstattung aus der Erbauungszeit. Wandmalerei von Josef Rattensberger, Ölberggruppe. | BDA-Hist.: Q38024619 Status: § 2a Stand der BDA-Liste: 2025-06-30 Name: Ölbergkapelle GstNr.: .25 |